# ثوم كبير الزهر
ثوم كبير الزهر (الاسم العلمي: Allium macranthum) هو نوع من النباتات يتبع جنس الثوم من فصيلة النرجسية.